# Fußball-Weltmeisterschaft 2014/Griechenland
Dieser Artikel behandelt die griechische Fußballnationalmannschaft bei der Fußball-Weltmeisterschaft 2014. Griechenland nahm zum dritten Mal an der Endrunde und zum ersten Mal an einer Endrunde in Südamerika teil. Griechenland erreichte erstmals das Achtelfinale, schied dort aber durch Elfmeterschießen gegen Costa Rica aus, das damit erstmals das Viertelfinale erreichte.

## Qualifikation
Griechenland spielte in der europäischen Qualifikationsgruppe G. Gegner waren Bosnien und Herzegowina, die Slowakei, Litauen, Lettland und Liechtenstein. Griechenland bestritt alle Heimspiele im Karaiskakis-Stadion in Piräus. Die griechische Mannschaft zeichnete sich im Wesentlichen durch eine stabile Abwehr aus und kassierte zusammen mit Belgien die wenigsten Gegentore aller europäischen Mannschaften, die 10 Gruppenspiele bestritten. Das Toreschießen fiel dagegen selbst gegen „Fußballzwerg“ Liechtenstein schwer. Griechenland lieferte sich daher ein Kopf-an-Kopf-Rennen mit Bosnien und Herzegowina und wurde mit acht Siegen (darunter fünf 1:0-Siege), einem Remis sowie einer Niederlage auf Grund der schlechteren Tordifferenz Gruppenzweiter und qualifizierte sich als bester Gruppenzweiter – mit den wenigsten geschossenen Toren – für die Playoff-Spiele der Gruppenzweiten gegen Rumänien. Im ersten Playoff-Spiel gelangen den Griechen dann mehr Tore als in einem der Gruppenspiele zuvor und mit dem 3:1 und einem 1:1 im Rückspiel gelang die Qualifikation für die Endrunde in Brasilien.

### Gruppenphase
| Pl. | Team                    | Sp. | S | U | N | Tore    | Diff. | Punkte |
| --- | ----------------------- | --- | - | - | - | ------- | ----- | ------ |
| 1.  | Bosnien und Herzegowina | 10  | 8 | 1 | 1 | 030:600 | +24   | 25     |
| 2.  | Griechenland            | 10  | 8 | 1 | 1 | 012:400 | +8    | 25     |
| 3.  | Slowakei                | 10  | 3 | 4 | 3 | 011:100 | +1    | 13     |
| 4.  | Litauen                 | 10  | 3 | 2 | 5 | 009:110 | −2    | 11     |
| 5.  | Lettland                | 10  | 2 | 2 | 6 | 010:200 | −10   | 08     |
| 6.  | Liechtenstein           | 10  | 0 | 2 | 8 | 004:250 | −21   | 02     |

Spielergebnisse
| Datum      | Ort              | Heimmannschaft  | - | Gast            | Ergebnis  | Torschützen für Griechenland          |
| ---------- | ---------------- | --------------- | - | --------------- | --------- | ------------------------------------- |
| 07.09.2012 | Riga (LVA)       | Lettland        | – | Griechenland    | 1:2 (1:0) | Spyropoulos (57.), Gekas (69.)        |
| 11.09.2012 | Piräus           | Griechenland    | – | Litauen         | 2:0 (0:0) | Sotirios Ninis (55.), Mitroglou (72.) |
| 12.10.2012 | Piräus           | Griechenland    | – | Bosnien-Herzeg. | 0:0       |                                       |
| 16.10.2012 | Bratislava (SVK) | Slowakei        | – | Griechenland    | 0:1 (0:0) | Salpingidis (63.)                     |
| 22.03.2013 | Zenica (BIH)     | Bosnien-Herzeg. | – | Griechenland    | 3:1 (2:0) | Gekas (90.+3)                         |
| 07.06.2013 | Vilnius (LTU)    | Litauen         | – | Griechenland    | 0:1 (0:1) | Christodoulopoulos (20.)              |
| 06.09.2013 | Vaduz (LIE)      | Liechtenstein   | – | Griechenland    | 0:1 (0:0) | Mitroglou (72.)                       |
| 10.09.2013 | Piräus           | Griechenland    | – | Lettland        | 1:0 (1:0) | Salpingidis (58.)                     |
| 11.10.2013 | Piräus           | Griechenland    | – | Slowakei        | 1:0 (1:0) | Škrtel (44./ ET)                      |
| 15.10.2013 | Piräus           | Griechenland    | – | Liechtenstein   | 2:0 (1:0) | Salpingidis (7.), Karagounis (81.)    |

### Playoff-Spiele
| Datum      | Ort            | Heimmannschaft | - | Gast     | Ergebnis  | Torschützen für Griechenland            |
| ---------- | -------------- | -------------- | - | -------- | --------- | --------------------------------------- |
| 11.10.2013 | Piräus         | Griechenland   | – | Rumänien | 3:1 (2:1) | Mitroglou (14., 67.), Salpingidis (21.) |
| 11.10.2013 | Bukarest (ROU) | Griechenland   | – | Rumänien | 1:1 (0:1) | Mitroglou (23.)                         |

Insgesamt setzte Fernando Santos in den 12 Spielen 31 Spieler ein. Nur Torwart Orestis Karnezis, der 2012 bei der EM-Endrunde nicht im Kader stand, machte alle Spiele mit. Bester Torschütze war Konstantinos Mitroglou mit fünf Toren. Sechs weitere Spieler steuerten den Rest bei, hinzu kam ein Eigentor. Mit Andreas Samaris und Charis Mavrias hatten auch zwei Spieler in den Qualifikationsspielen ihren ersten Einsatz in der A-Nationalmannschaft. Am 16. Oktober 2012 machte Konstantinos Katsouranis beim Qualifikationsspiel gegen die Slowakei als vierter Grieche sein 100. Länderspiel.

## Vorbereitung
Testspiele:
- 05. März in Piräus gegen Südkorea (0:2)
- 31. Mai in Lissabon gegen Portugal[1] (0:0)
- 03. Juni in Chester gegen Nigeria (0:0)
- 06. Juni in Harrison gegen Bolivien (2:1, Torschützen für Griechenland: Kone/21. und Katsouranis/54.)

## Kader
Am 19. Mai 2014 wurde der vorläufige Kader mit 30 Spielern benannt, der aber noch auf 23 Spieler reduziert wurde. 10 Spieler, darunter die bisher einzigen WM-Torschützen, nahmen auch 2010 an der Endrunde in Südafrika teil.
| Nr.               | Name                       | Verein vor WM-Beginn | Länderspiel- einsätze * | Länderspiel- tore * | Geburtstag        | Spiele   | Tore     |          |          |          | WM-Teilnahmen | WM-Spiele (vor 2014) | WM-Tore (vor 2014) |          |
| Torhüter          | Torhüter                   | Torhüter             | Torhüter                | Torhüter            | Torhüter          | Torhüter | Torhüter | Torhüter | Torhüter | Torhüter | Torhüter      | Torhüter             | Torhüter           | Torhüter |
| ----------------- | -------------------------- | -------------------- | ----------------------- | ------------------- | ----------------- | -------- | -------- | -------- | -------- | -------- | ------------- | -------------------- | ------------------ | -------- |
| 12                | Panagiotis Glykos          | PAOK ThessalonikiM   | 002                     | 0                   | 10. Oktober 1986  | 1        | 0        | 0        | 0        | 0        |               |                      |                    |          |
| 13                | Stefanos Kapino            | Panathinaikos AthenP | 002                     | 0                   | 18. März 1994     | 0        | 0        | 0        | 0        | 0        |               |                      |                    |          |
| 01                | Orestis Karnezis           | FC Granada           | 019                     | 0                   | 11. Juli 1985     | 4        | 0        | 0        | 0        | 0        |               |                      |                    |          |
| Abwehrspieler     |                            |                      |                         |                     |                   |          |          |          |          |          |               |                      |                    |          |
| 20                | José Holebas               | Olympiakos PiräusM   | 022                     | 01                  | 27. Juni 1984     | 4        | 0        | 0        | 0        | 0        |               |                      |                    |          |
| 04                | Kostas Manolas             | Olympiakos PiräusM   | 009                     | 0                   | 14. Juni 1991     | 4        | 0        | 1        | 0        | 0        |               |                      |                    |          |
| 05                | Evangelos Moras            | Hellas Verona        | 019                     | 0                   | 26. August 1981   | 0        | 0        | 0        | 0        | 0        | 2010          | 1                    | 0                  |          |
| 19                | Sokratis                   | Borussia Dortmund    | 047                     | 01                  | 9. Juni 1988      | 4        | 1        | 0        | 0        | 0        | 2010          | 2                    | 0                  |          |
| 15                | Vasilios Torosidis         | AS Rom               | 066                     | 07                  | 10. Juni 1985     | 4        | 0        | 1        | 0        | 0        | 2010          | 3                    | 1                  |          |
| 03                | Giorgos Tzavelas           | PAOK Thessaloniki    | 013                     | 0                   | 26. November 1987 | 0        | 0        | 0        | 0        | 0        |               |                      |                    |          |
| 11                | Loukas Vyntra              | Levante UD           | 050                     | 0                   | 5. Februar 1981   | 0        | 0        | 0        | 0        | 0        | 2010          | 3                    | 0                  |          |
| Mittelfeldspieler |                            |                      |                         |                     |                   |          |          |          |          |          |               |                      |                    |          |
| 16                | Lazaros Christodoulopoulos | FC BolognaA          | 019                     | 01                  | 19. Dezember 1986 | 2        | 0        | 0        | 0        | 0        |               |                      |                    |          |
| 10                | Giorgos Karagounis         | FC FulhamA           | 135                     | 10                  | 6. März 1977      | 4        | 0        | 0        | 0        | 0        | 2010          | 3                    | 0                  |          |
| 21                | Kostas Katsouranis         | PAOK Thessaloniki    | 111                     | 10                  | 21. Juni 1979     | 3        | 0        | 1        | 1        | 0        | 2010          | 3                    | 0                  |          |
| 08                | Panagiotis Kone            | FC BolognaA          | 016                     | 01                  | 26. Juli 1987     | 3        | 0        | 0        | 0        | 0        |               |                      |                    |          |
| 02                | Ioannis Maniatis           | Olympiakos PiräusM   | 030                     | 0                   | 12. Oktober 1986  | 4        | 0        | 0        | 0        | 0        |               |                      |                    |          |
| 22                | Andreas Samaris            | Olympiakos PiräusM   | 004                     | 0                   | 13. Juni 1989     | 2        | 1        | 1        | 0        | 0        |               |                      |                    |          |
| 23                | Panagiotis Tachtsidis      | FC Turin             | 006                     | 0                   | 15. Februar 1991  | 0        | 0        | 0        | 0        | 0        |               |                      |                    |          |
| 06                | Alexandros Tziolis         | KayserisporA         | 049                     | 01                  | 13. Februar 1985  | 0        | 0        | 0        | 0        | 0        | 2010          | 3                    | 0                  |          |
| Stürmer           |                            |                      |                         |                     |                   |          |          |          |          |          |               |                      |                    |          |
| 18                | Ioannis Fetfatzidis        | CFC Genua            | 019                     | 03                  | 21. Dezember 1990 | 2        | 0        | 0        | 0        | 0        |               |                      |                    |          |
| 17                | Theofanis Gekas            | Torku Konyaspor      | 072                     | 24                  | 23. Mai 1980      | 4        | 0        | 0        | 0        | 0        | 2010          | 2                    | 0                  |          |
| 09                | Konstantinos Mitroglou     | FC FulhamA           | 032                     | 08                  | 12. März 1988     | 3        | 0        | 0        | 0        | 0        |               |                      |                    |          |
| 14                | Dimitrios Salpingidis      | PAOK Thessaloniki    | 076                     | 13                  | 18. August 1981   | 4        | 0        | 1        | 0        | 0        | 2010          | 2                    | 1                  |          |
| 07                | Giorgos Samaras            | Celtic GlasgowM      | 074                     | 08                  | 21. Februar 1985  | 4        | 1        | 1        | 0        | 0        | 2010          | 3                    | 0                  |          |
| Trainerstab       |                            |                      |                         |                     |                   |          |          |          |          |          |               |                      |                    |          |
|                   | Fernando Santos            | Trainer              |                         |                     | 10. Oktober 1954  | 4        |          |          |          | 1        |               |                      |                    |          |
|                   | Leonidas Vokolos           | Trainerassistent     | 7                       | 1                   | 31. August 1970   |          |          |          |          |          |               |                      |                    |          |
|                   |                            | Torwarttrainer       |                         |                     |                   |          |          |          |          |          |               |                      |                    |          |
|                   |                            | Konditionstrainer    |                         |                     |                   |          |          |          |          |          |               |                      |                    |          |

(*) angegeben sind nur die Spiele und Tore, die vor Beginn der Weltmeisterschaft absolviert bzw. erzielt wurden, aktualisiert nach den Spielen gegen Portugal am 31. Mai 2014, Nigeria am 4. Juni 2014 und Bolivien am 7. Juni 2014
1. ↑  Spieler ohne Nummer gehörten nur zum vorläufigen Kader.
2. ↑  M = Der Verein wurde in der Saison 2013/14 Meister seines Landes, A = Der Verein stieg aus der höchsten Liga des Landes ab, P = Der Verein wurde in der Saison 2013/14 Pokalsieger.
3. 1 2  Als Spieler

## Endrunde

### Gruppenphase
Bei der am 6. Dezember 2013 vorgenommenen Auslosung der Endrunde wurde Griechenland der leicht anmutenden Gruppe C mit Kolumbien (Gruppenkopf), der Elfenbeinküste und Japan zugelost. Gegen Kolumbien gab es zuvor nur ein Freundschaftsspiel am 5. Juni 1994 in der Vorbereitung auf die WM 1994, welches 0:2 endete. Gegen Japan gab es zuvor nur ein Gruppenspiel beim Konföderationen-Pokal 2005. Gegen die Elfenbeinküste hatte Griechenland bis zur WM noch nie gespielt. Griechenland hatte zuvor erst einmal in Südamerika gespielt: Am 28. April 1974 in Rio de Janeiro gegen Brasilien – gleichzeitig das erste Spiel gegen einen amtierenden Weltmeister – und dabei ein 0:0 gehalten.
Mannschaftsquartier war das Radisson Aracaju in Aracaju und trainierte im Estádio Estadual Lourival Baptista.
| Rang | Land           | Tore | Punkte |
| ---- | -------------- | ---- | ------ |
| 1    | Kolumbien      | 9:2  | 9      |
| 2    | Griechenland   | 2:4  | 4      |
| 3    | Elfenbeinküste | 4:5  | 3      |
| 4    | Japan          | 2:6  | 1      |

- Sa., 14. Juni 2014, 13:00 Uhr (18:00 Uhr MESZ) in Belo Horizonte
 Kolumbien –  Griechenland 3:0 (1:0)
- Do., 19. Juni 2014, 19:00 Uhr (24:00 Uhr MESZ) in Natal
 Japan –  Griechenland 0:0
- Di., 24. Juni 2014, 17:00 Uhr (22:00 Uhr MESZ) in Fortaleza
 Griechenland –  Elfenbeinküste 2:1 (1:0)

Griechenland ist die erste Mannschaft, die als Gruppenzweiter mit einer Tordifferenz von −2 das Achtelfinale erreichte. Entscheidend dafür war ein in der Nachspielzeit des Spiels gegen die Elfenbeinküste verwandelter Elfmeter.

### K.-o.-Runde
- Achtelfinale: So. 29. Juni 2014, 17:00 Uhr (22:00 Uhr MESZ) in Recife 
 Costa Rica –  Griechenland 1:1 n. V. (1:1, 0:0), 5:3 i. E.

Trainer Fernando Santos wurde vor dem Elfmeterschießen vom Schiedsrichter auf die Tribüne geschickt. Aufgrund dessen erhielt er eine Geldstrafe und wurde für acht Spiele gesperrt, die bei den nächsten offiziellen Spielen der Mannschaft, für die er zukünftig tätig sein würde, verbüßt werden mussten.

## Sportliche Auswirkungen
In der FIFA-Weltrangliste fiel Griechenland obwohl erstmals das Achtelfinale erreicht wurde um einen Platz auf Platz 13.

## Rücktritte
- Trainer Fernando Santos beendete nach der WM seine Tätigkeit wie schon vor der WM angekündigt. Nachfolger wurde Claudio Ranieri.
- Nach dem Ausscheiden im Achtelfinale trat Mannschaftskapitän Giorgos Karagounis, aus der Nationalmannschaft zurück und beendete seine internationale Karriere.[9]